# Cornwalli Richárd Rufus
Cornwalli Richárd Rufus, azaz Cornwalli Vörös Richárd (latinul: Richardus Rufus Cornubiensis, angolul: Richard of Cornwall), (? – 1260 körül) középkori angol filozófus.
Feltehetően 1256 előtt írta meg hat könyvből álló Sapientiale című metafizikai értekezését. Tárgyát Arisztotelész elvei szerint fejti ki, de felhasználja az arab Al-Farábi, Avicenna, és Averroës; a zsidó Avicebron, és Maimonidész műveit, illetve Cicero, Szent Ágoston, Gundisallinus, Amiens-i Miklós, Auvergne-i Vilmos írásait is.

## Bővebb irodalom
- Étienne Gilson: A középkori filozófia története. Budapest: Kairosz Kiadó. 2015.  ISBN 9789636627850 , 505–507. o.